# Moder Jords Massiva

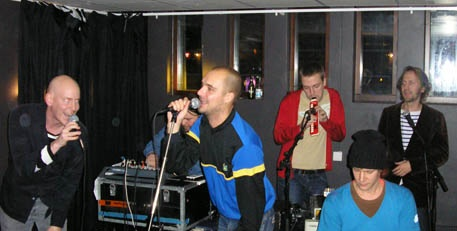
Moder jords massiva under en spelning på Klubb Utopi i Skövde.

Moder Jords Massiva var en svensk musikgrupp som släppte tre album och en EP åren 2001-2007. Musikstilen är en blandning av dub, house och elektroniska rytmer. Gruppen var löst sammanhållen och hämtade sina medlemmar från en krets av över trettio personer.
Gruppen bildades 1999 när sexton konstnärer och musiker reste tillsammans till en badort utanför Montevideo i Uruguay. De spelade runt om i Norden, bland annat på Roskildefestivalen och Hultsfredsfestivalen, samt i Sydamerika.
Utöver bandet driver tidigare medlemmar av Moder Jords Massiva ett oberoende skivbolag, Flora & Fauna. Medlemmarna Lindroth, von Euler och Giese gick efter MJM:s sista album genast vidare med musikprojektet Parken, som ligger på detta bolag.

## Medlemmar
Några av medlemmarna var:
- Anna Maria Espinosa
- Kalle Bäccman
- Paola
- Pelle Lindroth (Parken)

## Diskografi
- 2001 – MJM EP
- 2002 – Ur djupen
- 2003 – I jorden
- 2004 – Från luften
- 2007 – Ren ondska